# Jassargus heptapotamicus
Jassargus heptapotamicus är en insektsart som beskrevs av Mitjaev 1967. Jassargus heptapotamicus ingår i släktet Jassargus och familjen dvärgstritar. Inga underarter finns listade i Catalogue of Life.